# Kostel svaté Kateřiny Alexandrijské (Ketkovice)
Kostel svaté Kateřiny Alexandrijské je římskokatolický chrám v obci Ketkovice v okrese Brno-venkov. Je chráněn jako kulturní památka České republiky. Je filiálním kostelem čučické farnosti.

## Historie
Původní ketkovický kostel pocházel snad z 13. nebo podle zasvěcení z 14. století. Na jeho místě byl v roce 1780 postaven nový jednolodní barokní chrám s trojboce ukončeným kněžištěm a hranolovou věží v západním průčelí. Z jižní strany je ke kostelu přistavěna sakristie.
Zvon ve věži je datován rokem 1553.